# Анимские языки
Анимские языки — подгруппа трансновогвинейской семьи, языки которой распространены в низинных регионах южной части острова Новая Гвинея. Тимоти Ашер и Эдгар Сатер выделили её в 2015 году по двум основным признакам: четырём родам у прилагательных и двум реконструируемым указательным местоимениям. В состав семьи входит 13—17 языков.

## История изучения
По большинству анимских языков очень мало данных. Первое упоминание анимских языков относится к 1907 году: тогда Сидни Рэй упомянул мариндский и макаямский языки; после выхода короткого списка слов языка зимакани Хьюберта Марри Рэй занялся сравнением этих языков и пришёл к выводу, что они генетически родственны. В 1918—1926 годах вышло несколько научных работ по языкам боази и зимакани.
В 1950-х годах Петерус Драббе указал, что языки якай, северо-западный диалект мариндского и боази, по его мнению, родственны, но не привёл доказательств. Ворхуве объединил якай-варкай, мариндские языки, боази и маякамские языки в единую мариндскую семью, причём по его расчётам мариндские и якай-варай находятся ближе друг к другу, чем к боази и маякамским. Макаямские языки наименее изучены из всех анимских, по состоянию на 2015 год не опубликовано ни одного грамматического описания. Ашер и Сатер считают гирибам диалектом макаяма, основываясь на крайней схожести доступных списков слов, а также отсутствии звонких взрывных согласных. Вымерший абомский язык иногда относят к макаямским, однако Ашер и Сатер отвергают это предложение, исключая его и из анимской подгруппы, хотя Поли и Хаммарстрём считают это ошибкой.
Ворхуве первым счёл, что в мариндскую семью входят также языки внутреннего залива, составляющие диалектную цепь: ипико, минанибаи, мубами и язык хоя-хоя: все они выражают мужской род обозначаемого через суффикс с гласным переднего ряда, а женский — заднего ряда. Помимо анимских, эта же особенность характерна для окских, однако по замечанию Ашера и Сатера, она не может быть унаследована от ближайшего общего предка, так как не проявляется в более близкородственных окским языках. Также Ашер и Сатер отвергают плоскую классификацию Иштвана Вурма, поскольку для неё не приведено доказательств. Гринберг отнёс языки внутреннего залива в кивайскую ветвь, что Ашер и Сатер считают ошибкой. Первые исследования языков внутреннего залива вышли в 1920-х годах, причём в 1973 году к ним был причислен язык карами, который Ашер и Сатер также исключают из этой ветви.
Исследование Ресинка, Рут Сингер и Майкла Данна, в рамках которого к австралийским, папуасским и австронезийским языкам были применены биологические статистические методы, однако по его результатам мариндские языки оказались сгруппированы с языками южного побережья острова, не относящимся к трансновогвинейской семье. Другой подход с автоматизированной классификацией папуасских языков использовал Уичмен, однако его результаты также во многом ошибочны.
До Ашера и Сатера анимские языки никогда не классифицировали вместе, что сами эти исследователи объясняют географической раздробленностью входящих в эту подгруппу языков. На индонезийской части острова зафиксированы языки варкай-бипим, носители которых проживают в районе дельты реки Джулиана, якай — в нижнем течении реки Мапи, мариндские языки занимают низины южнее реки Дигул. Остальные языки подгруппы находятся на территории Папуа — Новой Гвинеи: куни-боази располагается в саговых болотах между реками Флай и Стрикленд, на юге к ним прилегает ареал зимакани, однако с маякамскими языками, на которых говорят в дельте реки Флай, их разделяет больше 100 км; языки внутреннего залива лежат дальше на северо-восток, вдоль берега.

## Внутренняя классификация
Приведён по статье Ашера и Сатера 2015 года.
- Маринд-якай
  - Якай[англ.]-варкай
    - Варкай-бипим
    - Якай

  - Маринд
    - Северо-западный диалект мариндского, биан-маринд, бовен-маринд
    - Мариндские, тугери
      - диалект атих
      - западный диалект
      - диалект кумбе
      - восточный диалект
- Боази, языки озера Марри
  - Куни-боази[англ.]
    - северный диалект боази
    - южный диалект боази
    - диалект куни

  - Зимакани[англ.]
    - диалект бегуа
    - диалект зимакани

  - Маякамские языки[англ.]
    - Вере, киунум, арама
    - Маякамский язык
      - диалект маякам
      - диалект гирибам

    - Битур, мутум
    - Бараму, тирио
- Языки внутреннего залива[англ.]
  - Западные
    - Мубами[англ.], тао-суамато
    - Махиги (вымер)
    - Хоя-хоя
    - Минанибаи[англ.], фоя-фоя
      - Бибиса

  - Ипико
    - диалект эва
    - диалект ибиго

## Типологическая характеристика

### Морфология
Ашер и Сатер реконструируют систему местоименных префиксов, согласующуюся с реконструкцией свободных местоимений Росса за исключением формы 3 лица множественного числа:
|        | Единственное число | Множественное число |
| ------ | ------------------ | ------------------- |
| 1 лицо | *na-               | *ni-                |
| 2 лицо | *ŋga-              | *ja                 |
| 3 лицо | *(u)a-             | *ja                 |